# ČKD Tatra

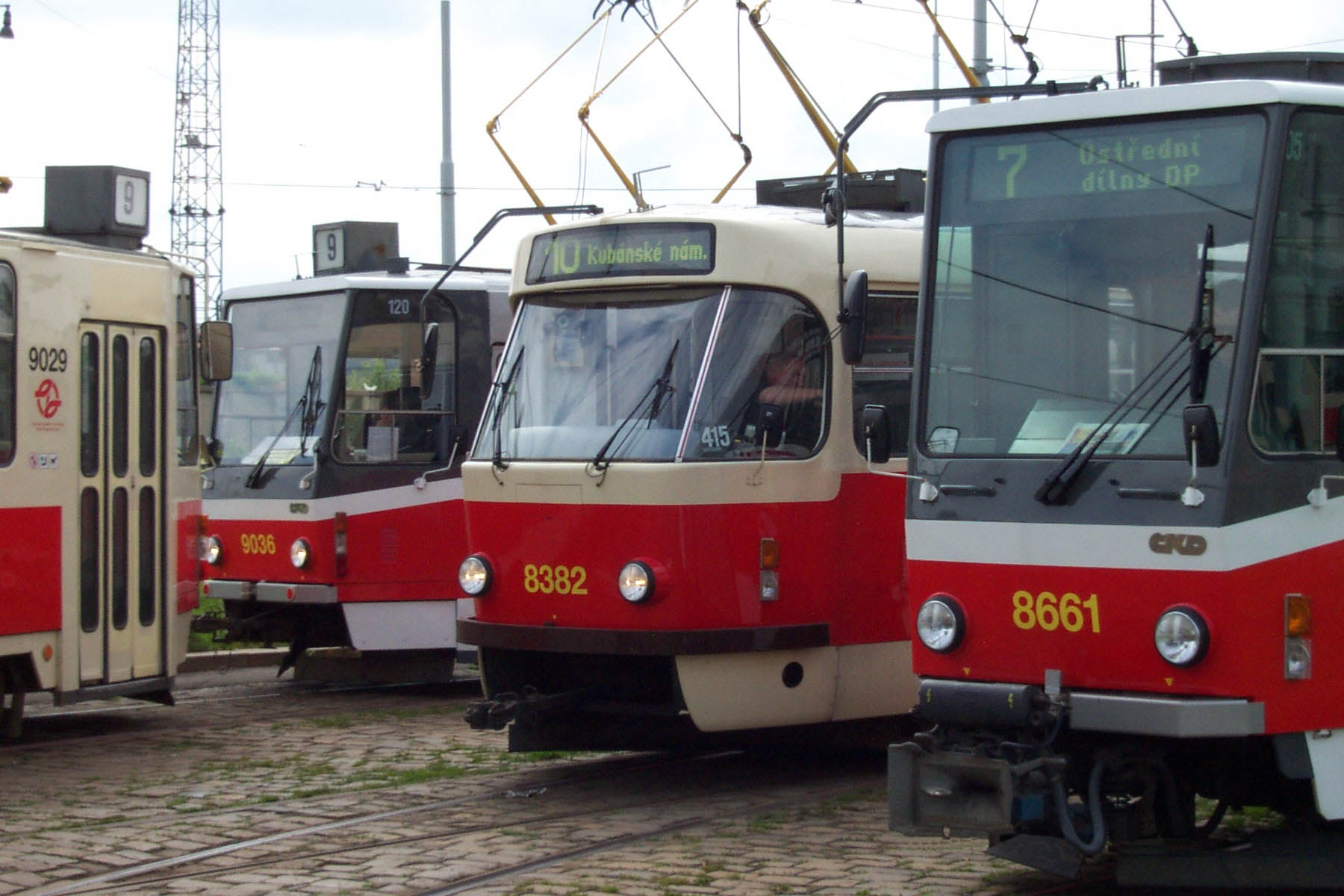
Spårvagnar i Prag, tillverkade av ČKD Tatra (2004)

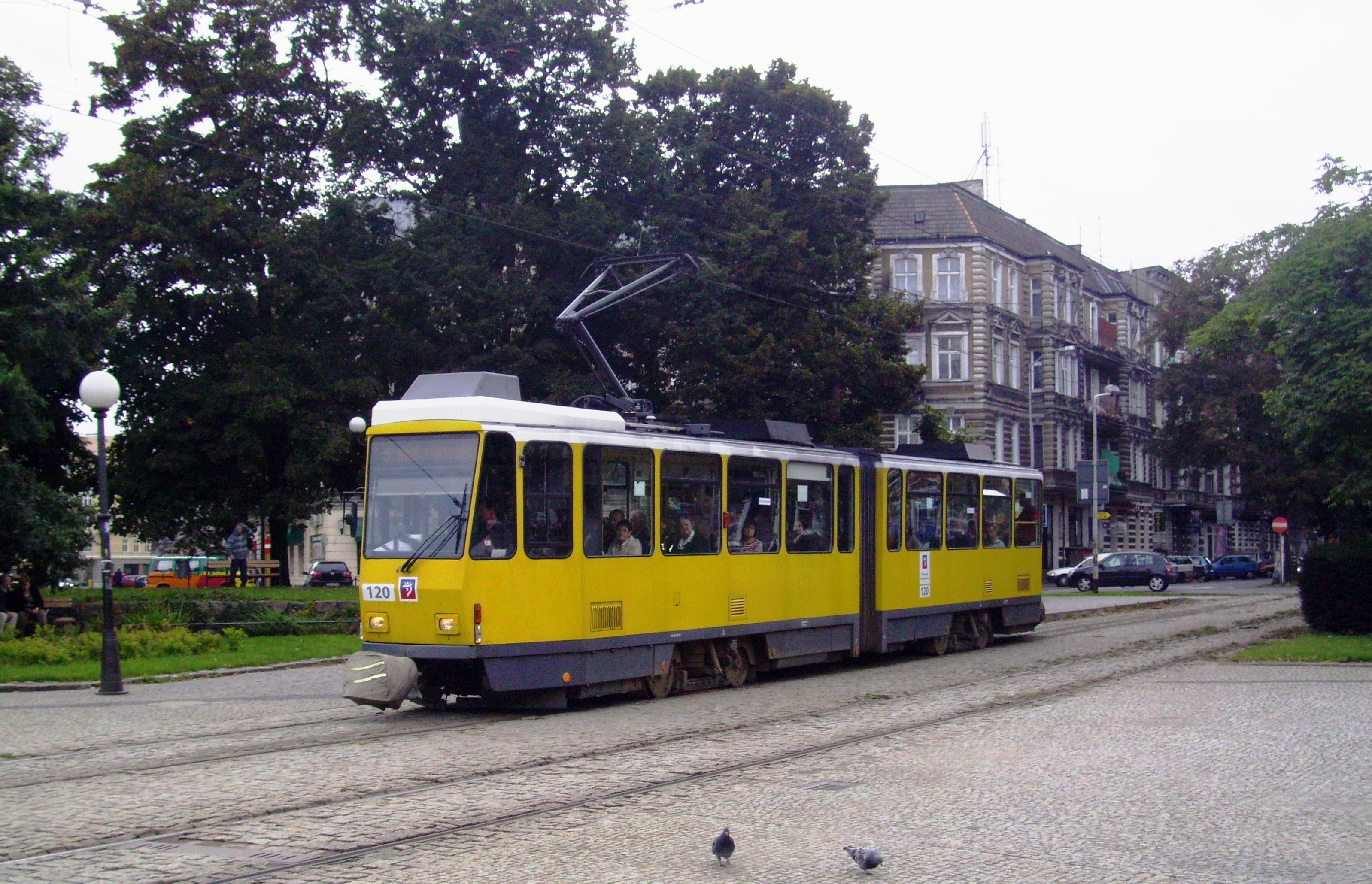
Ledspårvagn av modell Tatra KT4 i Szczecin i Polen

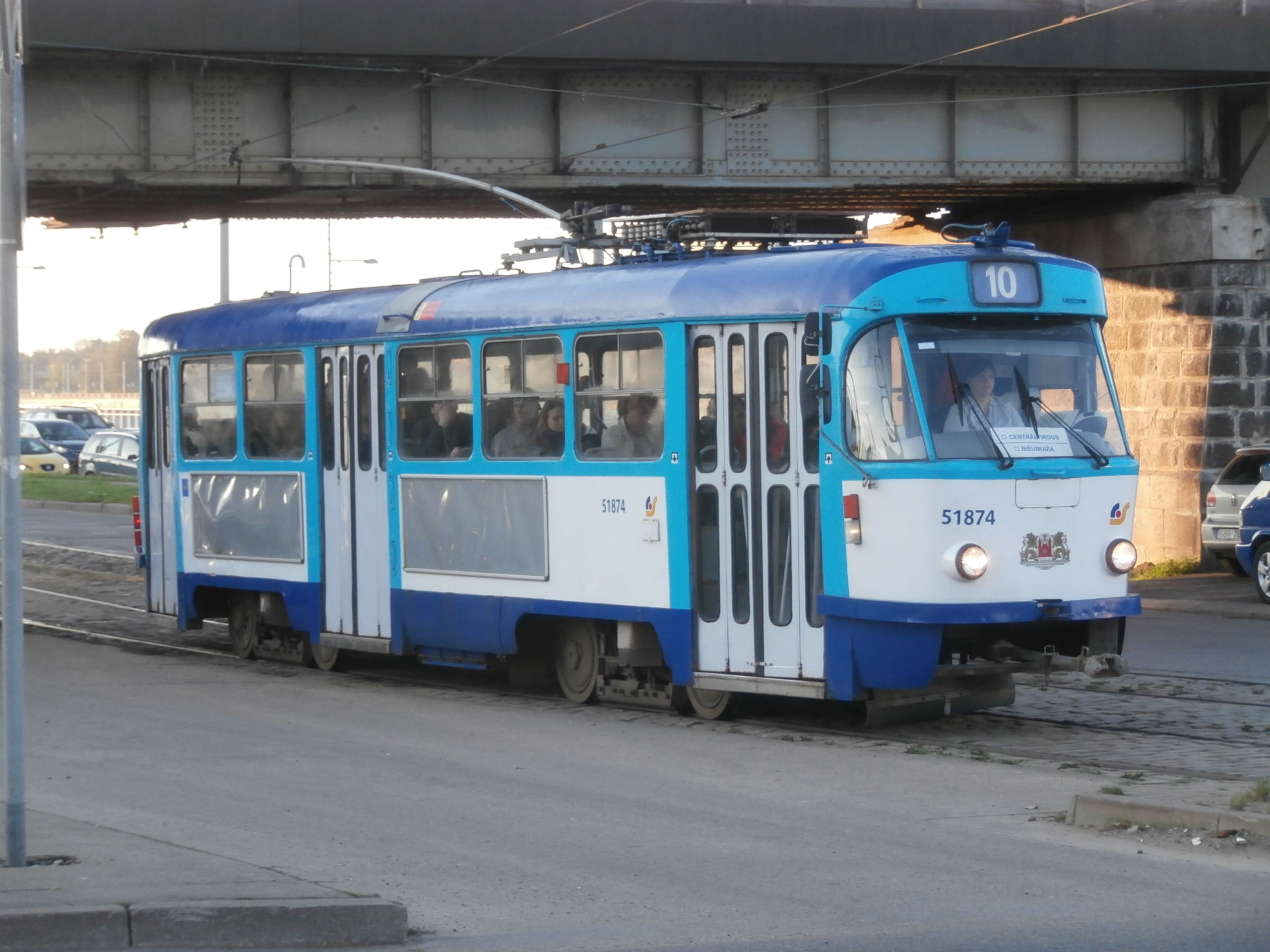
En Tatra T3 passerar under järnvägsbron i Riga 2014

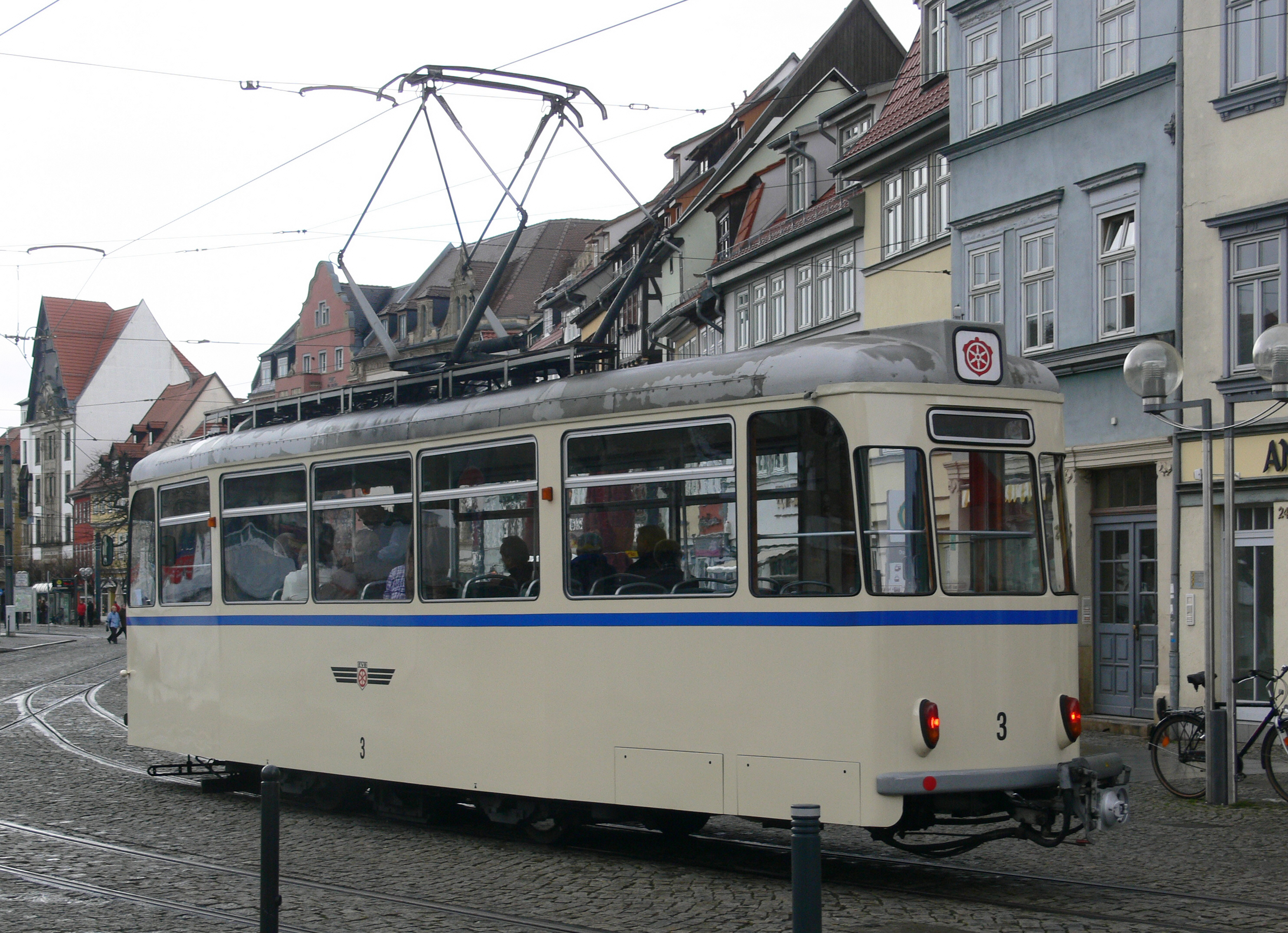
Veteranspårvagn av modell T2 på Domplatz i Erfurt i Tyskland

ČKD Tatra n.p., fram till 1963 Vagonka Tatra Smíchov n.p., var en tillverkare av spårvagnar i Tjeckoslovakien. ČKD Tatra ingick i den tjeckoslovakiska statens företagskoncern ČKD och var den viktigaste spårvagnstillverkaren inom Comecon. Tillverkningen skedde i ursprungligen i Smíchov i Prag.

## Historik
Industrikoncernen Ringhoffer skapade 1935 genom uppköp av andra tillverkare Ringhoffer-Tatra. Företaget förstatligades 1946. ČKD Tatra skapades 1946 med järnvägsfordonstillverkningen Ringhoffer-Tatra som grund. Några år senare splittrades den statliga koncernen, med last- och personbilstillverkningen förlagd till Tatra. Under 1950-talet specialiseras ČKD Tatra på spårvagnar, även tillverkning av järnvägsvagnar för Tjeckoslovakiens statsjärnväg ČSD fortsatte. Under 1960-talet utvecklades ČKD Tatra till största leverantör av spårvagnar inom östblocket. Tatra T3 tillverkades i knappt 14.000 exemplar, det största antalet i världen för en spårvagnstyp. 
År 1996 invigdes en ny fabrik i stadsdelen Zličín i Prag, varefter den gamla fabriken  i Smíchov revs. Företaget, som hade bytt namn till ČKD Dopravní systemý a.s, fick stora problem när de tidigare marknaderna i Central- och Östeuropa försvann. Det gick i konkurs 2000 och köptes därefter av Siemens 2001.

## Tatraspårvagnar idag

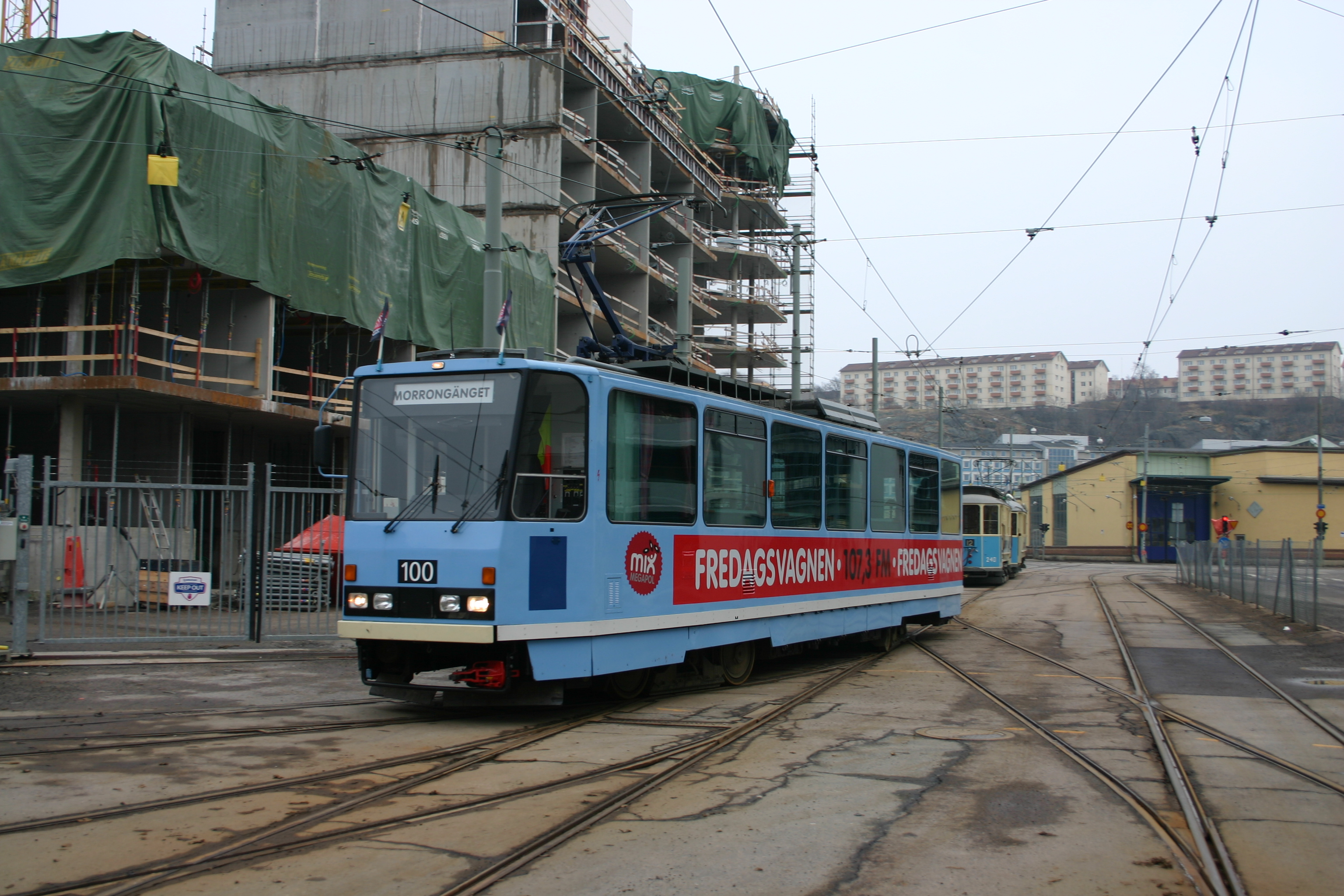
Tatraspårvagnen av littera M30 i Göteborg

Tatraspårvagnar används fortfarande i Central- och Östeuropa, bland antal i stort antal i Berlin. De utgör fortfarande stommen i till exempel spårvägsflottan i Riga och i Tallinn.
Sex begagnade Tatraspårvagnar från Berlin, modell T6A2, användes under år 2011 i Norrköping under beteckning M11.
Spårvägssällskapet Ringlinien i Göteborg äger en Tatraspårvagn av modell T7B5, littera M30.